# Skyman
Skyman es el nombre de dos superhéroes ficticios del universo de DC Comics.

## Sylvester Pemberton
Sylvester Pemberton fue un personaje de la Edad Dorada que se convirtió en el Star-Spangled Kid original para luchar contra el nazismo durante la Segunda Guerra Mundial. Era único por el hecho de ser un adolescente superhéroe con un compañero adulto: Stripesy, alias Pat Dugan. Tanto él como Dugan eran acróbatas extraordinarios y poseían suficiente entrenamiento en combate mano a mano.
Décadas más tarde, Pemberton cambió su nombre a Skyman y se transformó en el líder de Infinity Inc.

## Jacob Colby
Durante 52, Jacob Colby es presentado como uno de los primeros sujetos oficiales del "Proyecto Everyman" de Lex Luthor. El proyecto otorga superpoderes a Colby, quien recibe el nombre Skyman luego que Luthor comprara los derechos de Infinity Inc. del patrimonio Pemberton. Al poco tiempo, Colby se involucró sentimentalmente con su camarada Starlight.
- Datos: Q3962653